# Le Fils du Père Duchêne illustré
Le Fils du Père Duchêne illustré est un journal communard français. Publié par Maxime Vuillaume et Eugène Vermersch, qui y font participer de nombreux caricaturistes parisiens de la période, la publication suit la presque entièreté de la Commune de Paris, jusqu'à la Semaine sanglante, qu'elle décrit dans son dernier numéro. 
Sa longévité et son usage marquant de l'art de la caricature font de cette publication l'un des exemples de l'art produit pendant la Commune de Paris. 

## Histoire

### Contexte
Après la défaite de la guerre franco-allemande, le peuple parisien, épuisé par le siège de la ville et se sentant trahi par le gouvernement provisoire, est de plus en plus révolutionnaire. Cette situation très tendue débouche, à terme, en la naissance d'un mouvement insurrectionnel et communal important, la Commune de Paris.
Dans ce contexte communard et révolutionnaire, la presse néo-hébertiste, en référence au très radical Jacques-René Hébert pendant la Révolution française, fondateur du Père Duchesne, renaît. De multiples titres de presse sont publiés lors de la Commune qui font référence à l'héritage d'Hébert ou de 1793 ; comme « Le Pair du Chêne, Le Testament du Père Duchêne, Le Vrai Duchêne, Je suis le véritable Père Duchêne, Foutre !, suivi par Les Mémoires du Père Duchêne, Duchêne réactionnaire [...] et, plus simplement, Le Fils Duchêne, La Tante Duchêne, La Mère Duchêne »,.

### Le Fils du Père Duchêne illustré
Dans ce cadre, Le Fils du Père Duchêne illustré est fondé le 20 avril 1871 par Maxime Vuillaume et Eugène Vermersch. Composé en tout de dix numéros, allant du 21 à la fin de la Commune, et représentant même, dans son dernier numéro, la Semaine sanglante, il se démarque en utilisant le calendrier républicain de la Révolution française, par exemple en publiant en Floréal.  
Le journal devient rapidement une importante publication de caricatures, un art qui se développe pendant la Commune,. Il emploie une bonne partie des 80 à 100 caricaturistes qui vivent alors à Paris et qui sont, pour la plupart, communards. 
Le Fils du Père Duchêne illustré est l'une des publications avec la plus grande longévité de la Commune. Il prend position sur des questions politiques touchant la Commune, par exemple en défendant Jarosław Dąbrowski, général des forces communardes. Il écrit à son propos dans la légende de la caricature afférente, qu'il s'agirait d'« [u]n bon bougre ! ». Il est aussi polémique envers Adolphe Thiers, le dirigeant des 'Versaillais', en le nommant « dictateur » et en le représentant sur un escargot. 

## Postérité

### Culture matérielle
Les originaux du journal sont relativement rares, comme d'autres journaux de la période. L'Université de Heidelberg en possède des exemplaires, entre autres.

### Études scientifiques
En 2021, à l'occasion d'un colloque organisé pour les cent cinquante ans de la Commune de Paris, le chercheur Samy Lagrange étudie les représentations de la masculinité dans le journal ; en les comparant à celles qu'Émile Zola peut faire dans ses discours. Il montre que le journal met en scène une masculinité insurrectionnelle, là où Zola agit différemment.

### Numéros
| 1 - 1er Floréal 79                                                                      | 2 - 6 Floréal 79                                                 | 3 - 10 Floréal 79                                             |
| 21 avril 1871                                                                           | 26 avril 1871                                                    | 30 avril 1871                                                 |
| La colonne Vendôme                                                                      | Le petit Thiers                                                  | Le général Dombrowski                                         |
|                                                                                         |                                                                  |                                                               |
| Le père Duchesne face à la statue de Napoléon Ier au sommet de la colonne Vendôme       | La Commune tenant Thiers sous forme d'un nouveau-né chétif       | Dombrowski sabre à la main mettant en déroute les Versaillais |
| Eh ben ! bougre de canaille, on va donc te foutre en bas comme ta crapule de neveu !... | Et dire qu'on voudrait me forcer à reconnaître ce crapaud-là!... | Un bon bougre!... nom de dieu!...                             |

| 4 - 13 Floréal 79                                          | 5 - 17 Floréal 79 | 6 - 20 Floréal 79                                                                                            |
| 3 mai 1871                                                 | 7 mai 1871 | 10 mai 1871                                                                                                  |
| Le dictateur Thiers                                        | Les guignols politiques | Les guignols politiques                                                                                      |
|                                                            | | |
| Thiers chevauchant un escargot en route pour Paris         | La commune et Thiers cachant une malle pour Cayenne (en guignols)                                                             | Le général Vinoy brandissant son gros bâton au-dessus de la Commune allongée au sol, seins nus (en guignols) |
| En avant!... foutre de foutre!...et gare aux Parisiens!... | Tu veux que je dépose ma trique ... As-tu fini ! D'abord, montre donc ce que tu caches derrière ton dos petit Foutriquet!.... | Le rêve de ce gros jean-foutre de Vinoy.                                                                     |

| 7 - 24 Floréal 79                                               | 8 - 27 Floréal 79 | 9 - 1er Prairial 79 |
| 14 mai 1871                                                     | 17 mai 1871 | 21 mai 1871 |
| Le citoyen Courbet                                              | Le rêve de Badinguet | Les cartes d'identité |
|                                                                 | | |
| Gustave Courbet renversant une "colonne Rambuteau" (un urinoir) | Napoléon III en chauve-souris soupesant Thiers et la République | Une jeune femme face à M. Prudhomme (bourgeois-type), le journal 'le Père Duchêne" à la main, qui porte en bandoulière un écriteau |
| Foutant en bas toutes les colonnes ... de Paris plus grand      | De gouverner, toujours avide, Voilà mon plan: - Il est splendide!- Je les fais battre tous les deux, J'attends qu'ils se mangent entr'eux Et quand la mort a fait le vide Je rentre à Paris..., si je PEUX ! Napoléon. Devant ce plan lâche et stupide Chacun de nous, avec esprit, À ce monstre chauve... sourit! | Sur l'écriteau on lit : J. PRUDHOMME Signalement Nez ... gociant Œil ... de perdrix Bouche ... trou Bataillon des vétérans. - Eh bien, mon vieux Joseph, toi qui a tant gueulé contre ces petites dames du boulevard, te voilà donc comme elles!... On t'a aussi foutu une carte. - Ce n'est pas la même chose, mademoiselle, la mienne est une carte de civisme et la vôtre une carte de ... cynisme!... |

| 10 - 4 Prairial 79 |
| 24 mai 1871 |
| Le départ de notre bonne Commune |
| |
| Le fils Duchesne en Fédéré avec la commune qui fait sa valise. (C'est la Semaine sanglante) |
| - Eh ben ! ma bonne Commune, qu'est que tu fous donc là? ... - Dame! mon petit Duchêne, je fais mes malles... puisque M.Thiers m'a foutu mes huit jours. Seulement, tu vois, je ne me presse pas trop. |